# Alias Miss Dodd
Alias Miss Dodd er en amerikansk stumfilm fra 1920 af Harry L. Franklin.

## Medvirkende
- Edith Roberts som Jeanne
- Walter Richardson som Kent
- John Cook som Thomas Dodd
- Harry von Meter som Jerry Dodd
- Margaret McWade som Sarah Ross